# 津久井濱站

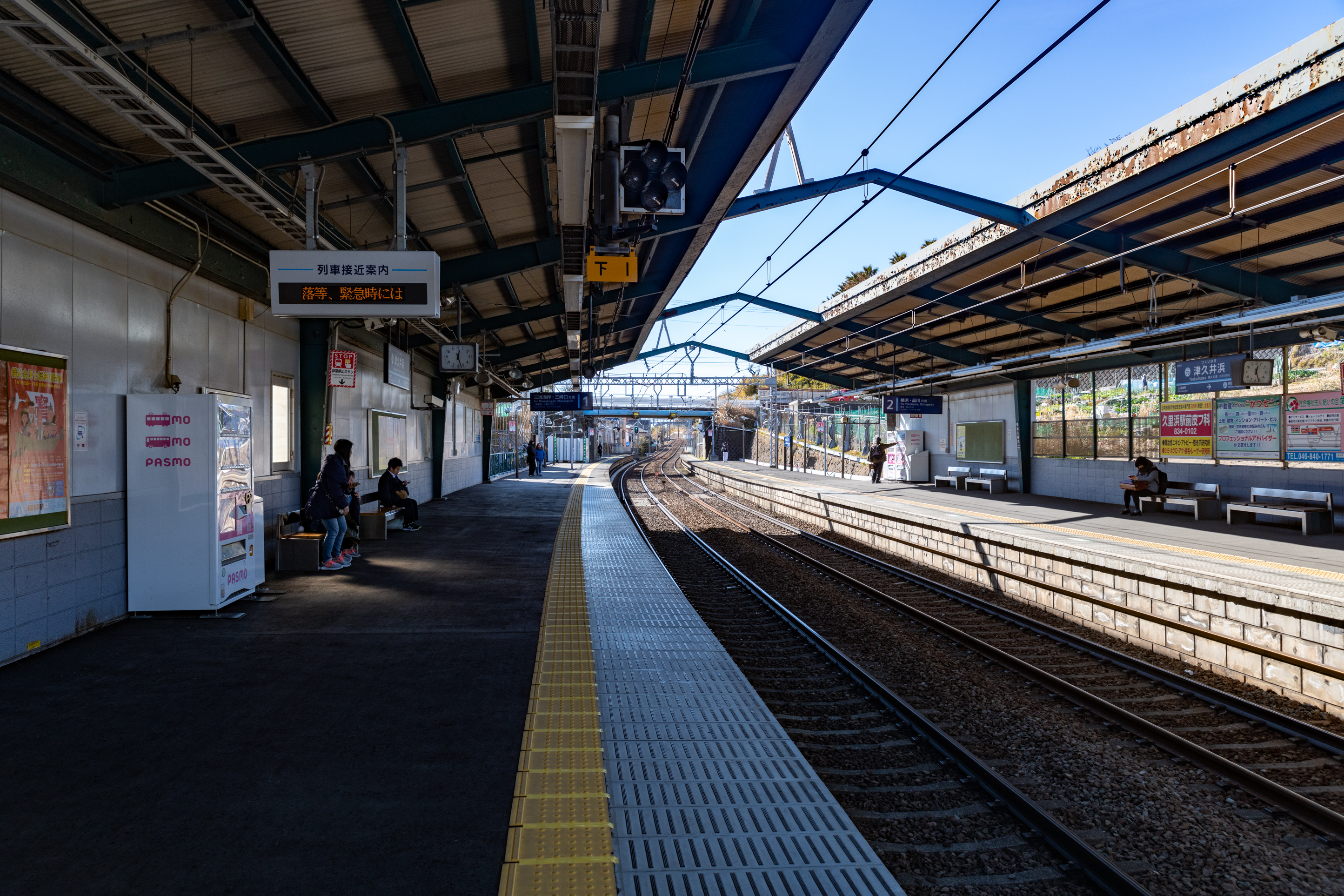
月台

津久井濱站（日语：／ Tsukuihama eki */?）位於日本神奈川縣橫須賀市津久井四丁目，是屬於京濱急行電鐵久里濱線的鐵路車站。車站編號是KK70。
此站是橫須賀市最南端的車站。

## 年表
- 1966年（昭和41年）
  - 3月27日 - 作為久里濱線終點站，車站啟用。
  - 7月7日 - 久里濱線延伸至三浦海岸，成為中間站。
- 2007年（平成19年） - 設置電梯。

## 車站結構
本站位於複線區間，為側式月台2面2線地面車站，月台長度對應八輛編組。剪票口在車站東北端站房內，有階梯與電梯通往兩月台。因地形關係，起點方（東北側）為高架構造。剪票口旁設有商店（京急Station Store）。
本站的簡易自動廣播分別由1號線的關根正明、2號線的大原沙耶香配音。

### 月台配置
| 月台 | 路線     | 方向 | 目的地                           |
| ---- | -------- | ---- | -------------------------------- |
| 1    | 久里濱線 | 下行 | 三浦海岸、三崎口方向             |
| 2    | 久里濱線 | 上行 | 橫須賀中央、橫濱、品川、新橋方向 |

## 使用情況
2016年度1日平均上下車人次為6,432人，京急線全部72個車站當中排行第68位。此站除了有周邊居民與高校的通學生，還有觀光農場和海水浴場等面向遊客的設施吸引觀光客使用。同時，伴隨5個車站以外（品川方面）的新大津站使用量成長，2011年度起成為快特停車站當中最少人使用的車站。
近年1日平均上下車人次與上車人次的推移如下表。
| 年度               | 1日平均 上下車人次 | 1日平均 上車人次 | 來源     |
| ------------------ | ------------------ | ---------------- | -------- |
| 1995年（平成07年） |                    | 3,703            | [ * 1 ]  |
| 1998年（平成10年） |                    | 3,387            | [ * 2 ]  |
| 1999年（平成11年） |                    | 3,315            | [ * 3 ]  |
| 2000年（平成12年） |                    | 3,208            | [ * 3 ]  |
| 2001年（平成13年） |                    | 3,169            | [ * 4 ]  |
| 2002年（平成14年） | 6,325              | 3,124            | [ * 5 ]  |
| 2003年（平成15年） | 6,432              | 3,150            | [ * 6 ]  |
| 2004年（平成16年） | 6,472              | 3,181            | [ * 7 ]  |
| 2005年（平成17年） | 6,380              | 3,137            | [ * 8 ]  |
| 2006年（平成18年） | 6,341              | 3,118            | [ * 9 ]  |
| 2007年（平成19年） | 6,379              | 3,165            | [ * 10 ] |
| 2008年（平成20年） | 6,530              | 3,258            | [ * 11 ] |
| 2009年（平成21年） | 6,538              | 3,263            | [ * 12 ] |
| 2010年（平成22年） | 6,483              | 3,234            | [ * 13 ] |
| 2011年（平成23年） | 6,335              | 3,151            | [ * 14 ] |
| 2012年（平成24年） | 6,309              | 3,147            | [ * 15 ] |
| 2013年（平成25年） | 6,428              | 3,214            | [ * 16 ] |
| 2014年（平成26年） | 6,321              | 3,164            | [ * 17 ] |
| 2015年（平成27年） | 6,497              | 3,237            | [ * 18 ] |
| 2016年（平成28年） | 6,432              |                  |          |

## 車站周邊
多為住宅區，另可見到觀光農園等農作地與果園。過去國道134號上有路線巴士，但在鐵路通車後廢止。
- 神奈川縣立津久井濱高等學校（日语：神奈川県立津久井浜高等学校）
- 橫須賀津久井郵便局
- 京急Store（日语：京急ストア）津久井濱店
- 津久井海水浴場
- 津久井濱觀光農園
- 武山（日语：武山）
- 國道134號
- 萬代會館 - 萬代順四郎（日语：万代順四郎）舊別墅，現為橫須賀市文化設施

## 相鄰車站
京濱急行電鐵
 久里濱線
□早晨翼號
通過
□京急翼號（堀之內站以南為各站停車）
京急長澤（KK69）→津久井濱（KK70）→三浦海岸（KK71）
■快特、■特急（金澤文庫站以北為快特）、■特急（堀之內站以南為各站停車）
京急長澤（KK69）－津久井濱（KK70）－三浦海岸（KK71）

## 外部連結
- 津久井濱站（各站資訊） - 京濱急行電鐵